# Compuware
Compuware Corporation is een Amerikaans softwarebedrijf
dat gericht is op de IT-afdelingen van grote
bedrijven. Het bedrijf ontwikkelt software voor het beheer, de ontwikkeling en het testen
van software voor mainframes en client-serversystemen.

## Geschiedenis
Compuware werd in 1973 opgericht door Peter Karmanos junior en Thomas Thewes. De filosofie achter de onderneming was het aanbieden van professionele computerdiensten aan bedrijven zodat die zich op hun eigen activiteiten konden richten. In 1977 werd met Abend-AID het eerste softwareproduct gelanceerd. Abend-AID zocht naar fouten in mainframesystemen en suggereert correcties.
In 1987 werd Compuware via overnames ook in Europa actief. In
1992 trok het bedrijf naar de beurs. In 1994 werd Uniface overgenomen. Eind jaren 1990 volgen nog
verschillende overnames. In 1998 steeg de omzet boven de 1 miljard Amerikaanse dollar.
In 1999 verhuisde het hoofdkwartier naar de huidige locatie in Detroit.
In 2004 werd met de overname Covisint een belangrijke overname gedaan.
Compuware werd ook lid van de in 2004 opgerichte Apdex Alliance en is opgenomen
in de S&P 500-beursindex.
In 2009 werd de QA suite verkocht aan Micro Focus.
In 2014 zijn Uniface en Changepoint verkocht aan Marlin Equity Partners.

## Producten
- Abend-AID: Beheer van falende applicaties.
- Changepoint: IT-beheer. (verkocht aan Marlin)
- Compuware Application Reliability Solution (CARS): Beheer van softwareontwikkeling.
- Covisint: (divisie) Systemen voor het samenbrengen van mensen en systemen.
- DevPartner: Suite voor het analyseren, debuggen, testen en aanpassen van applicaties.
- DriverStudio: (stopgezet)
- File-AID: Suite voor gegevensbeheer. (verkocht aan Micro Focus)
- OptimalJ: Modelgestuurde ontwikkelomgeving voor Java. (stopgezet)
- Optimal Trace: Beheer van IT-vereisten.
- QACenter: Suite voor het geautomatiseerd testen van applicaties. (verkocht)
- Strobe: Suite voor de analyse en performantie van OS/390- en z/OS-applicaties.
- TestPartner: Geautomatiseerd functioneel - en regressietesten. (verkocht)
- Uniface: 4GL programmeertaal. (verkocht aan Marlin)
- Vantage: Suite voor het beheer van de performantie van applicaties en het opvolgen van de eindgebruikers.
- Xpediter: Interactieve analyse en debugging van mainframes.